# Gartnerkofel
Gartnerkofel är ett berg i Österrike.   Det ligger i distriktet Hermagor och förbundslandet Kärnten, i den centrala delen av landet, 300 km sydväst om huvudstaden Wien. Toppen på Gartnerkofel är 2 195 meter över havet, eller 670 meter över den omgivande terrängen. Bredden vid basen är 5,9 km.
Terrängen runt Gartnerkofel är kuperad åt nordväst, men åt sydost är den bergig. Gartnerkofel ligger uppe på en höjd som går i öst-västlig riktning. Runt Gartnerkofel är det glesbefolkat, med 16 invånare per kvadratkilometer.. Närmaste större samhälle är Hermagor, 7,7 km nordost om Gartnerkofel. 
I omgivningarna runt Gartnerkofel växer i huvudsak blandskog.